# Минова (город)
Минова (англ. Minova) — город в провинции Южное Киву Демократической Республики Конго. Расположенный на западном берегу озера Киву, он является важным торговым центром для сельскохозяйственной продукции региона. В последние десятилетия Минова сильно пострадал от конфликтов и насилия, связанных с деятельностью различных вооруженных групп в восточной части Конго.

## Расположение
Город находится в северо-восточной части Калехе, в устье залива Кабуно, на западном берегу озера Киву. Он связан с Букаву дорогой длиной 75 км, с Гомой — дорогой длиной около 40 км, с Кибуйе.

## История
На протяжении долгого времени Минова была небольшим населённым пунктом, где основными занятиями были сельское хозяйство и рыболовство. Благодаря своему расположению на берегу озера Киву, город стал важным торговым центром, связывающим другие населённые пункты вдоль побережья и вглубь страны.
В период Бельгийского Конго Минова, как и другие регионы, подвергалась административному и экономическому влиянию колониальных властей.
После обретения независимости Демократической Республикой Конго в 1960 году Минова, как и другие части восточного Конго, столкнулась с многочисленными политическими и экономическими проблемами. Слабое государственное управление, этнические разногласия и борьба за ресурсы привели к нестабильности и конфликтам.
В конце XX века ситуация в Минове и окружающем регионе значительно ухудшилась из-за последствий геноцида в Руанде в 1994 году и последовавших войн в ДР Конго. Регион стал ареной противостояния различных вооружённых групп, как местных, так и иностранных. Эти конфликты привели к массовым перемещениям населения, разрушению инфраструктуры и гуманитарному кризису. Минова неоднократно переходила под контроль различных вооружённых группировок, что негативно сказывалось на жизни местных жителей.
В 2012 году Минова стала местом массовых зверств, совершённых солдатами конголезской армии (FARDC) после поражения от повстанцев. Эти события вызвали международное осуждение и привели к судебным процессам над некоторыми виновными.
В настоящее время Минова пытается восстановиться после многих лет конфликтов. Международные организации оказывают помощь в гуманитарной сфере, развитии инфраструктуры и укреплении мира. Однако ситуация остаётся сложной, и будущее Миновы во многом зависит от установления стабильности и прочного мира в восточной части Конго. Город продолжает играть важную роль в региональной торговле, но его развитие сдерживается нестабильной обстановкой и последствиями прошлых конфликтов. С 21 января 2025 года город контролируется силами повстанцев.

## Климат
В соответствии с системой классификации климатов Кёппена-Гейгера, в Минове преобладает тропический климат с высокой влажностью и засушливыми периодами.
Для этого климата характерен длительный сезон дождей и относительно сухой сезон. Он расположен в горной местности, и температура воздуха в течение всего года (от 16 до 29 °C) не поднимается выше 30 °C.